# کیشتوداک
کِشتودَک (به لاتین: Kishtudak) یک منطقهٔ مسکونی در تاجیکستان است که در ولایت سغد واقع شده‌است.